# Birger Bergling
Carl Birger Bergling, född 1 februari 1903 i Danderyds församling i Stockholms län, död 21 maj 1973 i Österåkers församling i Stockholms län, var en svensk dekorationsmålare.

## Biografi
Birger Bergling föddes i Djursholm och var son till trädgårdsmästaren Otto Bergling (1862-1945) och norskfödda Gusta Marie (född Rian, 1871-1944). 
Han kom tidigt till Kungliga Teatern/Operan i Stockholm, där han började som elev hos John Jon-And och senare blev dekorationschef. Där gjorde Birger Bergling scenografin till ett stort antal uppsättningar mellan 1936 och 1967. Han gjorde också kostymer till många av dessa pjäser. Han var verksam vid nämnd teater fram till pensioneringen.
Bergling gifte sig 1930 med Else Kalf (1904–1970) från Danmark. De fick barnen Lars (född 1931), Kerstin (född 1934), Gunilla (född 1936), Barbro (född 1941) och Klas Bergling (född 1945). Den sistnämnde är far till Tim "Avicii" Bergling.
Han är begravd i familjegrav på Skogskyrkogården i Stockholm.

## Teater

### Scenografi, Operan
Källa: Sökning Arkivet Operan Repertoar

- Greven av Luxemburg (1936) - Opera
- Tannhäuser (1942) - Opera (även kostym)
- Trubaduren (1943) - Opera (även kostym)
- En afton med Terpsichore (1943) - Balett
- Brudköpet (1943) - Opera (även kostym)
- Regementets dotter (1944) - Opera (även kostym)
- Tiggarns opera (1945) - Opera
- Den nattlige gästen (1945) - Opera
- Peter Grimes (1946) - Opera
- Kärleksdrycken (1947) - Opera
- Genoveva (1947) - Opera (även kostym)
- Rigoletto (1948) - Opera (även kostym)
- Det hemliga giftermålet (1948) - Opera
- Stormen (1948) - Opera
- Den flygande holländaren (1948) - Opera
- Arabesques (1948) - Balett
- Den klokaste (1951) - Opera (även kostym)
- Konsuln (1952) - Opera
- Paganini (1952) - Balett
- Postiljonen från Longjumeau (1952) - Opera (även kostym)
- Gilgamesj (1952) - Opera
- På Sicilien (1954) - Opera
- Härvards hemkomst (1954) - Opera
- Muntra fruarna i Windsor (1954) - Opera (även kostym)
- Penelope (1955) - Opera (även kostym)
- Mästersångarna i Nürnberg (1955) - Opera (även kostym)
- Tannhäuser (1956) - Opera (även kostym)
- Fidelio (1957) - Opera (även kostym)
- Äktenskapsskolan (1957) - Opera (även kostym)
- En sällsam historia (1958) - Opera (även kostym)
- Lucretia (1958) - Opera (även kostym)
- En så'n middag (1958) - Opera
- Tran (1958) - Opera
- Prometheus (1959) - Balett
- Don Quijote (1959) - Balett
- Den tappre soldaten Svejk (1959) - Opera
- Rigoletto (1959) - Opera
- Vi gör en opera! (1960) - Opera
- Den lille sotarpojken (1960) - opera
- Symfoni i C (1960) - Balett
- Rucklarens väg (1961) - Opera
- Eldpelaren (1962) - Balett
- Romeo och Julia (1962) - Balett (scenografi efter renässansmålningar)
- Figaros Bröllop (1963) - Opera (för turnéversionen)
- Ekon av trumpeter (1963) - Balett
- Così fan tutte (1964) - Opera
- Testamentet (1965) - Opera
- Enleveringen ur seraljen (1967) - Opera